# Reiman Gardens
Los Jardines Reiman ( en inglés : Reiman Gardens), es un jardín botánico de 6,88 hectáreas (17 acres) de extensión, que se encuentra en el campus de la Universidad estatal de Iowa de Ames, Iowa.
Presenta trabajos para la International Agenda Registration-(Agenda Internacional para la Conservación en los Jardines Botánicos).
Los Reiman Gardens están encuadrados como miembro del "Botanic Gardens Conservation International" (BGCI).

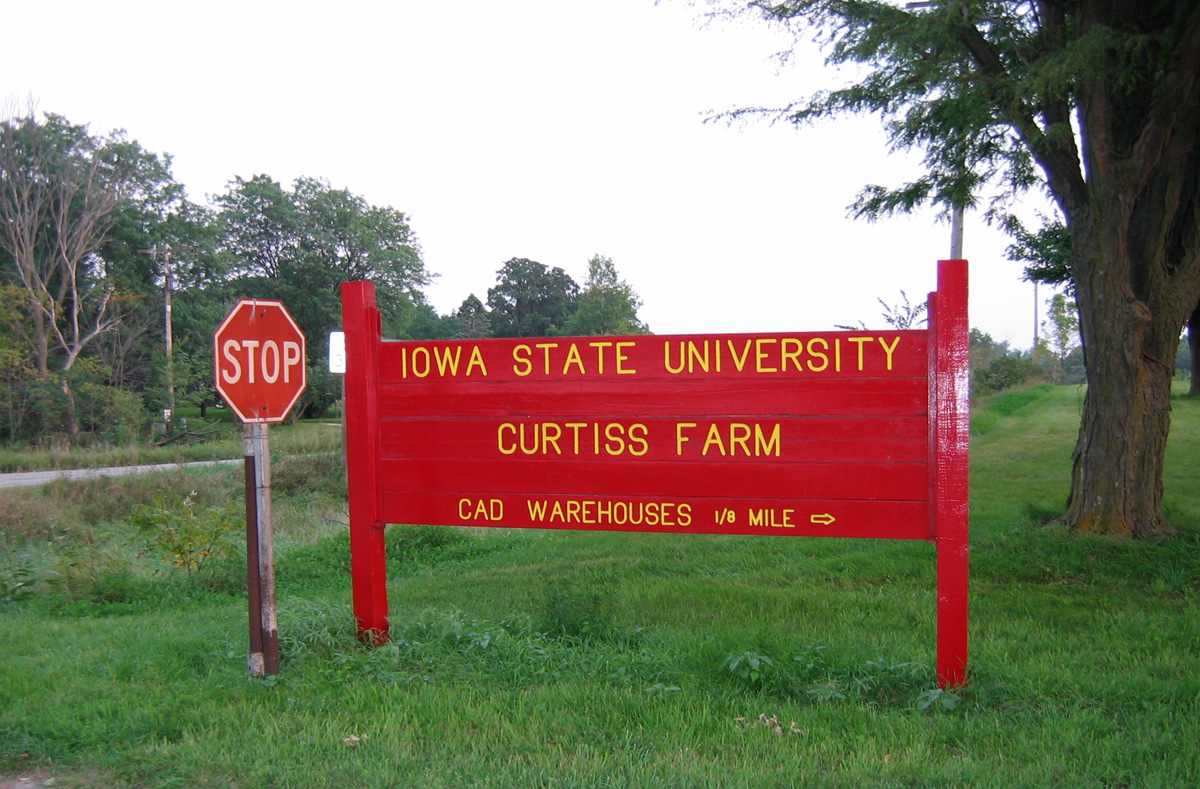
Cartel de la Curtiss Farm.

## Localización
El jardín botánico se encuentra immediatamente al sur del Jack Trice Stadium en la "Iowa State University" (ISU)
Reiman Gardens, Iowa State University 1407 University Boulevard Ames, Story county, Iowa IA 50011 United States of America-Estados Unidos de América.
Planos y vistas satelitales.42°0′35.32″N 93°38′19.71″O / 42.0098111, -93.6388083
El parque está abierto sin tarifa de entrada todos los días del año.

## Historia
Universidad del Estado de Iowa ha tenido un jardín horticultura desde 1914; Reiman Gardens es la tercera ubicación de estos jardines. Los jardines actuales comenzaron en 1993 con un regalo de Bobbi y Roy Reiman. 
La construcción comenzó en 1994 y los jardines que inicialmente tenían 5 acres (20,000 m²) fueron oficialmente inaugurados el 16 de septiembre de 1995.  
El diseño del paisaje fue creado por el equipo de Arquitectos Paisajistas « Rodney Robinson Landscape Architects ». El Centro de Aprendizaje Mahlstede de Horticultura era el edificio original en los jardines; el edificio de mantenimiento original fue derribado cuando el nuevo conservatorio fue construido y un nuevo edificio de mantenimiento fue construido en la zona de estacionamiento S1.   
Los Jardines abrieron oficialmente sus 30,000 Pies Cuadrados (2.800 m²) del complejo de invernaderos con una casa abierta el 2 de noviembre de 2002. El nuevo edificio ha hecho que los jardines tengan abiertas sus instalaciones durante todo el año con un conservatorio de plantas de interior (5.000 pies cuadrados), una casa de cristal llena con plantas tropicales y mariposas exóticas (2.500 pies cuadrados), un auditorio para clases y eventos, tienda de regalos, una cafetería un pasillo de eventos, invernaderos dedicados a las necesidades de los jardines con casa de cubiertas de cristal, un área principal de operaciones, oficinas del personal, y dos grandes áreas que albergan toda la equipos de calefacción y sistemas de refrigeración de los invernaderos.
En 2007, un proyecto de remodelación elimina la cafetería y la tienda de regalos MVED al norte del edificio acristalado. El antiguo espacio de la tienda de regalos y café se convirtió en espacio para reuniones y llegó a ser conocido como "The Garden Room".
Architects Smith Metzger diseñadores del "Christina Reiman Butterfly Wing", del "Mahlstede Learning Center", "Conservatory Complex" y de la "Hunziker Garden House".

## Temas Anuales
Los "Reiman Gardens" utilizan un proceso llamado "Diseño dimensional" para crear su tema anual. Utilizando un enfoque holístico, el "Diseño dimensional" requiere de un esfuerzo de equipo de todos los departamentos. Por lo tanto, todo el personal de los jardines desarrollan programas educativos, de interpretación, de comunicación, eventos y servicios que apoyan un tema determinado, que a su vez, también es compatible con la misión de los jardines. El tema anima a los huéspedes a ver el jardín y su misión desde una perspectiva diferente cada vez que lo visitan. La planificación del tema del año también da estructura a las exposiciones y programas y genera ideas innovadoras que se convierten en exhibiciones de horticultura.
Tema del año en los "Reiman Gardens":
- 2003 - Año de la mariposa
- 2004 - Estaciones de la Agricultura
- 2005 - Jardín Global (Tradiciones del jardín de todo el mundo)
- 2006 - Arte de la Jardinería (La jardinería como arte y el arte en el jardín)
- 2007 - Excelencia en la floración (Celebrando el 150 aniversario de la Universidad Estatal de Iowa)
- 2008 - El jardín en las novelas (Jardín inspirado en la literatura)
- 2009 - El paisaje antes de los tiempos históricos (Plantas e insectos desde tiempos prehistóricos)
- 2010 - Celebración de la ornamentación del jardín (Celebrando la decoración de jardines extravagantes)
- 2011 - Insectos! (Jardines inspirados por esos insectos incomprendidos y poco apreciados)
- 2012 - Requerimiento de un acuerdo (Todo acerca de cómo las cosas se ponen juntas)
- 2013 - Más de lo que Iowa necesita (Celebración del gran estado de Iowa)
- 2014 - 2014: Una Odisea de jardín (Espacio y ciencia ficción)
- 2015 - Celebrando nuestro pasado y nuestro futuro (celebrando el 20º aniversario de los Jardines)

## Colecciones
Actualmente el Centro Botánico incluye :
- Christina Reiman Butterfly Wing - un jardín tropical en un espacio cubierto de 2,500 pies cuadrados (230 m²) que contiene mariposas tanto nativas como exóticas procedentes de seis continentes. Este se nombra en honor de la madre de Roy Reiman, Christina.
- Conservatory Complex - un invernadero de 5,000 pies cuadrados (460 m²) que alberga plantas tropicales y exhibiciones vegetales de temporada que cambian varias veces al año; una tienda de regalos, instalaciones de baños y otros servicios para los clientes, incluyendo el uso gratuito de sillas de ruedas y una silla eléctrica donada por el "Town and County Kiwanis Club".
- Hunziker Garden House - nombrado en honor de Marge Hunziker, la dedicatoria del edificio era un regalo de su marido Erb y sus seis hijos. Este edificio de estilo pradera fue diseñado por los arquitectos Smith Metzger para representar un hogar y servir como telón de fondo para los jardines de la ciudad y de país que lo rodean. Dentro del edificio hay una gran sala de trabajo que sirve como un espacio de trabajo para programaciones, instalaciones para reuniones, una sala de almacenamiento, y los baños.
- Dunlap Courtyard Garden - plantas anuales y árboles de catalpa.
- Roy and Mary Amos Smith Hardwood Forest - arces, robles y otros árboles que con el tiempo han formado una densa arboleda en la esquina noreste de los jardines.
- Mahlstede Horticulture Learning Center - nombrado en honor del profesor de horticultura de la ISU John P. Mahlstede, este edificio originalmente albergaba las oficinas del personal y la sala Speer, donde se celebran muchas clases y eventos. Se cree que es una de las más hermosas construcciones en Iowa con vistas panorámicas a los jardines, de paredes de vidrio que se extienden del techo al suelo. Las oficinas de personal fueron retirados de este edificio en un proyecto de renovación de 2008
- Rose Gardens - rosaleda con más de 2,000 rosales, representando 254 diferentes variedades. Este jardín recibió el galardón del presidente de la All-America Rose Selections (AARS), galardón que se otorga anualmente a un solo jardín público. Alberga los arbustos de rosales propios de la Universidad Estatal de Iowa, que son resistentes a las enfermedades y resistentes al frío de la zona donde están ubicados. También hay 300 variedades de la herencia, híbrido de té, y arbustos de rosas en exhibición. Fue diseñado en el 2007 por el personal de los jardines, siendo una de las primeras rosaledas sostenibles del país que fueron instalados en la primavera y dedicados en el verano de 2007.